# Museu de Arte Sacra (Uberaba)
O Museu de Arte Sacra é um museu brasileiro localizado em Uberaba, no estado de Minas Gerais. A estrutura da Igreja de Santa Rita, construída no ano de 1854, é a base desse elemento histórico, tombado pelo Patrimônio Histórico e Artístico Nacional em 1939.
Com um acervo repleto de itens característicos do período barroco, dos séculos XVIII e XIX, o museu conta a trajetória da Igreja Católica na região por meio das vestes litúrgicas e paramentos sagrados, estandartes de procissões, imagens, móveis, entre outros. Constituído por um tecido bordado com linha e fios de ouro, originário da França do ano de 1909, o Conjunto de Casula é um dos objeto mais valiosos no museu. A maioria dos itens expostos são oriundos de doações da  cúria metropolitana.
Após um extenso período fechada em decorrência de uma restauração na estrutura, a igreja estabeleceu suas atividades habituais, porém com um novo projeto destinado ao acervo de obras sacras. A mudança se deu por meio de instalações de exposições temáticas. Nesta nova fase, o expediente do Museu de Arte Sacra da cidade de Uberaba é realizado de terça a sexta, das 12h às 18h, e aos finais de semana, das 8 às 12h.
A única peça que restou da estrutura original da capela foi a escultura em madeira policromada, produzida pelo advogado Cândido Justiniano da Lira Gama no ano de 1854. A obra é uma representação de uma das principais imagens religiosas da região, a Santa Rita de Cássia ou Santa Rita das Causas Impossíveis.